# L'idea fissa
Pour plus de détails, voir Fiche technique et Distribution.
L'idea fissa est une comédie érotique italienne à sketches réalisée par Gianni Puccini et Mino Guerrini et sortie en 1964.
Produit par Panda - Società per l'Industria Cinematografica, le film est divisé en quatre épisodes qui abordent le thème de l'érotisme, du sexe et de l'adultère sur un ton comique : La prima notte et Sabato 18 luglio, réalisés par Puccini ; et Basta un attimo et L'ultima carta, réalisés par Guerrini.

## Synopsis

### La prima notte
Un homme "prête" sa femme en échange d'un chèque.

### Sabato 18 luglio
Une femme réussit à tromper un mari très méfiant.

### Basta un attimo
Un homme découvre que sa femme est loin d'être aussi fidèle qu'il le pensait.

### L'ultima carta
Un couple, pour ne pas renoncer à son confort, se prostitue.

## Fiche technique
- Titre original : L'idea fissa[1],[2],[3],[4]
- Réalisateur : Gianni Puccini, Mino Guerrini
- Scénario : Bruno Baratti, Oreste Biancoli, Ennio De Concini, Eliana De Sabata et Iaia Fiastri
- Photographie : Alfio Contini, Riccardo Pallottini (it), Luciano Trasatti (it)
- Montage : Mario Forges Davanzati, Bruna Malaguti, Ornella Micheli (it)
- Musique : Marcello Giombini
- Décors : Aurelio Crugnola (it)
- Production : Luigi Carpentieri, Ermanno Donati (it)
- Sociétés de production : Panda - Società per l'Industria Cinematografica
- Pays de production :  Italie
- Langue originale : italien
- Format : Noir et blanc - Son mono - 35 mm
- Durée : 106 minutes
- Genre : comédie érotique italienne à sketches
- Dates de sortie :
  - Italie : 16 octobre 1964

## Distribution
La prima notte
- Lando Buzzanca
- Maria Grazia Buccella
- Luciana Angiolillo
- Umberto D'Orsi
- Amedeo Girard
- Giovanni Del Balzo (sous le nom de « Gianni Del Balzo »)

Sabato 18 luglio
- Sylva Koscina
- Roberto Fabbri
- Philippe Leroy
- Alrise Estense
- Nino Falanga

Basta un attimo
- Renato Tagliani
- Marino Masè
- Stephen Forsyth
- Sandro Moretti
- Enzo Carrà
- Ingeborg Schöner
- Armando Tarallo
- Flora Volpe

L'ultima carta
- Aldo Giuffré
- Eleonora Rossi Drago
- Carlo Loffredo
- April Hennessy
- Ethel Levin
- Gioia Durel
- Bruno Scipioni
- June Weaver

## Accueil critique
Selon Il Morandini, le film repose sur « des blagues salaces et des seins dans le vent ». Il s'agit de l'un des seize films à sketches (sans compter quatre productions mineures) tournés en Italie au cours de la seule année 1964.